# Коллинз, Дин
Дин Ричард Коллинз (англ. Dean Richard Collins, род. 30 мая 1990) — американский актёр, известный по одной из главных ролей в комедийном сериале «Война в доме» (2005—2007), за которую он получил две номинации на Young Artist Awards. Он также известен по ролям в фильмах «Твои, мои и наши» (2005) и «Крик совы» (2006). В 2011 году он снялся в пилоте сериала Lost and Found для канала ABC.

## Фильмография
- Безумное телевидение (сериал) (1999 год) — Ernie
- Без следа (сериал) (2002 год — 2009 год) — Corey Pickford
- Джек и Бобби (сериал) (2004 год — 2005 год) — Warren Feide
- Война в доме (сериал) (2005 год — 2007 год) — Mike Gold
- Твои, мои и наши (2005 год) — Harry Beardsley
- Крик совы (2006 год) — Garrett
- Untitled Dave Caplan Pilot (ТВ) (2008 год) — Hunter

- Least of These, The (2008 год) — Travis
- Сообщество (сериал) (2010 год) — Scott